# ماريسا يانسون
ماريسا يانسون هي لاعبة كرة الماء كندية، ولدت في 9 سبتمبر 1988.